# Khui
Khui eller Chui, var en egyptisk farao som regerade under Egyptens åttonde dynasti (Första mellantiden).
Det finns en pyramid, Khuis pyramid i Dara i närheten av Asyut, som anses vara uppförd för honom, vilket dock inte har kunnat verifieras. Khuis namn finns i en kartusch på ett stenblock som hittades i en grav strax söder om pyramiden, annars är det mycket lite känt om denne farao.